# Okseong-myeon
Okseong-myeon (koreanska: 옥성면) är en socken i kommunen Gumi i provinsen Norra Gyeongsang i den centrala delen av Sydkorea, 180 km sydost om huvudstaden Seoul.